# PARS 3 LR反戰車飛彈
PARS 3 LR，法語名TRIGAT-LR（第三代遠程反戰車飛彈），AC 3G，是一種自主導引飛彈，可用於打擊空中和地面目標。它旨在遠程打擊目標，擊毀坦克、直升机和其他单个目标，同時最大限度地减少直升機本體暴露在敌人火力下的风险。它是EC-655 虎 UHT 直升机的主要武器。可以在8秒内同時發射4發PARS 3 LR飛彈。该导弹可以選擇使用直接攻擊模式或攻頂模式。

## 研發過程

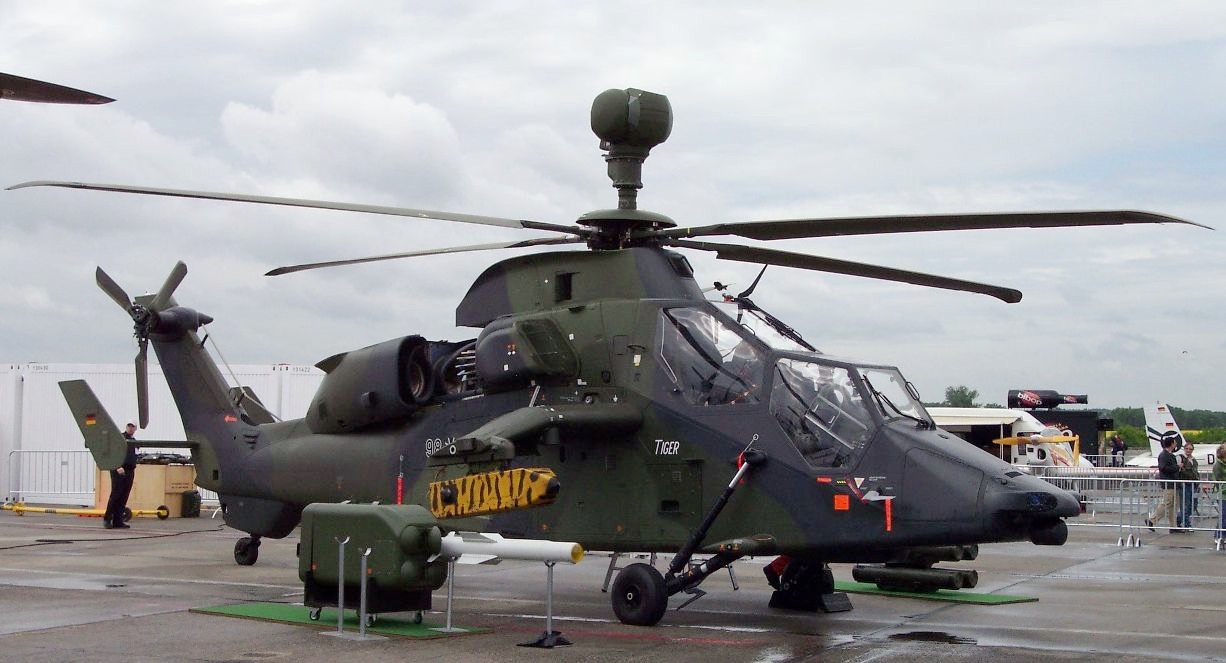
配备 PARS 3 的德国陆军欧洲直升机公司虎式战斗机

該計劃由德國，法國和英國發起。英国退出該項目后，只剩下德国和法国。該飛彈的制造商是 Parsys GmbH， MBDA Deutschland GmbH和Diehl BGT Defense合资而來的企业。

## 相關鏈接
- AGM-114 地獄火飛彈
- 9K114 風暴反戰車飛彈
- 9M120 反戰車飛彈
- HOT式反戰車飛彈
- 長釘反戰車飛彈